# Paritilla
Paritilla è un comune (corregimiento) della Repubblica di Panama situato nel distretto di Pocrí, provincia di Los Santos. Si estende su una superficie di 48,2 km² e conta una popolazione di 783 abitanti (censimento 2010).